# Špilja Samograd
Špilja Samograd nalazi se jugozapadno od Perušića, a leži na istočnoj padini uzvišenja Grabovača u Pećinskom parku Grabovača. O nazivu špilje govori sam toponim SAMOGRAD (sam-stvoren, sam sagrađen-samograd). Najveća je i najprivlačnija špilja na Grabovači, a nalazi se na istočnim padinama brda Grabovača. Duga je 345 m, visina kanala je od 4 m do 30 m, a širina kanala na nekim mjestima od 25-30 m. Odlikuje je bogatstvo i privlačnost kalcitnih tvorevina: stalaktita, stalagmita, sigastih stupova i dva sigasta mosta.

## Povijesne značajke
Prema Malezu špilja Samograd posjećivana je od najranijih dana. Potpisi austrijskih časnika iz 1835., koji se nalaze na jednoj sigi u špilji, svjedoče o višestoljetnoj tradiciji razgledavanja. Još 1886. godine je u Perušiću osovan Odbor za uređenje Samogradske pećine te je ona 1890. godine prvi put osvijetljena. Putevi i stube u špilji uređivani su krajem 19. stoljeća, a generalno su uređeni 1903. godine kad je bio planiran posjet bana Khuena Hédervárya Lici. Agregat kojim se špilja opksrbljivala energijom od 1989. godine zamijenjen je 2007. godine s električnim napajanjem, a 2012. godine postavljena je nova, hladna rasvjeta koja minimalno utječe na mikroklimatske uvjete. 
Ulaz se nalazi na 670 m nadmorske visine, leži u elipsastoidnoj ponikvi, a okrenut je prema S-SZ te je vjerojatno nastao urušavanjem stropa kanala. Špiljski kanal pokazuje karakteristike pukotinskog freatičkog kanala. Cijeli je objekt nastao duž pukotine pravca S-J. Kanali nastali u freatskim uvjetima, zbog korozije čije je djelovanje u tom slučaju ravnomjerno raspoređeno u svim smjerovima, poprimaju zaobljen presjek koji teži elipsi ili krugu. 

## Četiri dvorane
Samograd se sastoji od svukupno četiri dvorane. Prirodoslovac Dragutin Hirc ih naziva:
- Frasova dvorana u čast školskog nadzornika Karlovačke krajine – Frasa, koji je Samograd opisivao 1850.g.;

- Perušića dvorana, u čast plemićkoj obitelji Perušić, prvim gospodarima Perušića;

- Karlovića dvorana, u čast bana Ivana Karlovića koji je Liku i Krbavu branio od Turaka;

- Kukuljevića dvorana, u čast Ivana Kukuljevića Sakcinskog, povjesničara koji je dao antropološki istraživati Samograd.

Hirc spominje da je petu dvoranu ispunjavalo jezero bistre vode - danas ga nema.

## Vanjske poveznice
|  | Zajednički poslužitelj ima još gradiva o temi Špilja Samograd |